# Квітень 2013
Кві́тень 2013 — четвертий місяць 2013 року, що розпочався у понеділок 1 квітня та закінчився у вівторок 30 квітня.

## Події
2 квітня
- Після загострення напруги у відносинах із Південною Кореєю КНДР заявила про відновлення роботи на закритому ядерному об'єкті.

7 квітня
- Президент України Віктор Янукович підписав указ про помилування екс-міністра внутрішніх справ Юрія Луценка та екс-міністра охорони навколишнього середовища Георгія Філіпчука.

8 квітня
- Померла Маргарет Тетчер, колишній прем'єр-міністр Великої Британії.

9 квітня
- У районі іранської АЕС в провінції Бушер стався потужний землетрус.

15 квітня
- На фініші Бостонського марафону пролунало два вибухи.
- Кандидат у президенти Венесуели від владної партії Ніколас Мадуро переміг на виборах.

17 квітня
- Потужний вибух на заводі добрив у Техасі призвів до людських жертв.

18 квітня
- Європейський Парламент підтримав спрощення візового режиму з Україною.

20 квітня
- У китайській провінції Сичуань стався потужний землетрус.

24 квітня
- У місті Дакка, столиці Бангладеш, в результаті обвалу будинку загинуло близько 300 людей.

30 квітня
- Принц Оранський Віллем-Александер став королем Нідерландів.